# 岩井崎インターチェンジ
岩井崎インターチェンジ（いわいさきインターチェンジ）は、宮城県気仙沼市にある三陸沿岸道路（本吉気仙沼道路）のインターチェンジである。宮古方面出入口のみのハーフICである。なお当ICは中型・大型・特大車流出不可となっている。

## 概要
当初は設置計画がなかったが、気仙沼市中心部や階上地区へのアクセス向上などを図るため、整備されることとなった。

## 道路

### 本線
- E45 三陸沿岸道路（本吉気仙沼道路・23-1番）

### 接続する道路
- 気仙沼市道岩尻縦貫線

## 歴史
- 2016年（平成28年）6月10日 : 「気仙沼階上IC（仮称）」として設置決定[1]。
- 2018年（平成30年）
  - 2月6日 : IC名称が「気仙沼階上IC（仮称）」から「岩井崎IC」に正式決定[2]。
  - 3月25日 : 大谷海岸IC - 気仙沼中央IC間開通に伴い、供用開始[2]。

## 料金所
無料区間のため設置されていない。

## 周辺
- 岩井崎
- 陸前階上駅
- 気仙沼市立階上小学校
- 気仙沼市立階上中学校
- 宮城県気仙沼向洋高等学校

## 隣
E45 三陸沿岸道路（本吉気仙沼道路）
(23) 大谷海岸IC - (23-1) 岩井崎IC - (24) 気仙沼中央IC
- 当ICから仙台方面は利用できない。